# Erasmo de la Parra
Erasmo de la Parra (Amsterdam, 11 maart 1987), is een Chileens-Nederlands filmregisseur en muziekproducent.

## Biografie
Erasmo de la Parra werd in 1987 geboren als de zoon van Claudio Parra en Patricia Vera, beiden Chileense politieke vluchtelingen. Tijdens zijn studie aan de IVKO-school in Amsterdam liep hij stage in de opnamestudio van zijn broer, die onder contract stond bij ID&T, en maakte hij ook korte films met zijn klasgenoten.
De la Parra heeft een achtergrond in muziekproductie; hij heeft talloze albums geproduceerd voor artiesten uit Latijns-Amerika, Europa en de Verenigde Staten. Zijn werk werd lovend ontvangen door publicaties als Rolling Stone, Vibe en Pitchfork.
Zijn vader Claudio Parra is medeoprichter van de Chileense rock band Los Jaivas. Zijn oudtante is de Chileense zangeres Violeta Parra.

## Filmografie
De La Parra regisseerde in 2021 de korte film U-47700 met in de hoofdrollen Walt Klink, Teun Stokkel en Kees van Wandelen. De film werd vertoond op talloze internationale filmfestivals en won diverse prijzen.
| Jaar   | Titel                   | Regisseur | Scenarist | Editor |
| ------ | ----------------------- | --------- | --------- | ------ |
| 2018   | Sui Generis             |           |           |        |
| 2021   | U-47700                 |           |           |        |
| n.t.b. | Hirundinidae            |           |           |        |
| n.t.b. | The High Bass           |           |           |        |
| n.t.b. | Trapped in '91 (series) |           |           |        |